# Abdullah bin Faisal Al Saud

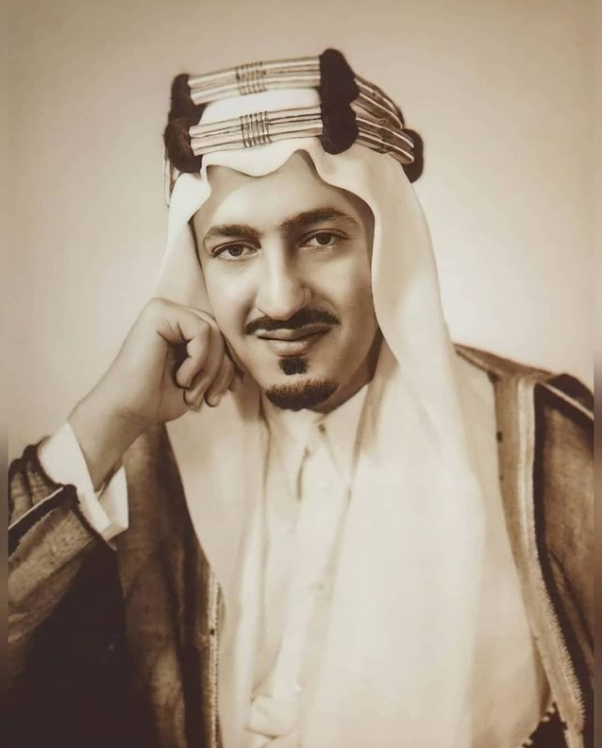
Abdullah bin Faisal (frühe 1950er Jahre)

Prinz Abdullah bin Faisal bin Abdulaziz Al Saud, auch Abdullah Al Faisal (arabisch عبد الله بن فيصل آل سعود, DMG ʿAbd Allāh b. Fayṣal b. ʿAbd al-ʿAzīz Āl Saʿūd; * 18. Juni 1923 in Riad; † 8. Mai 2007 in Dschidda) war Gesundheits- und Innenminister von Saudi-Arabien.

## Leben
Abdullah wurde 1923 als ältester Sohn des späteren Königs Faisal geboren. Damit ist Abdullah nach seinem Cousin Faisal bin Turki I Al Saud der zweitälteste Enkel des Staatsgründers König Abdulaziz, der auch als Ibn Saud bekannt ist. Seine Mutter, Sultana bint Ahmed Al Sudairi, stammt aus dem einflussreichen Sudairi-Clan, der nach der saudischen Königsfamilie und den Al Scheikh als drittwichtigste Familie Saudi-Arabiens gilt. Sultana war eine Schwester von Hussa bint Ahmed Al Sudairi, der Ehefrau von König Abdulaziz, deren Söhne als Sudairi-Sieben bekannt sind. Abdullah ist daher sowohl Neffe als auch Cousin von König Fahd und König Salman. Als sein Geburtsjahr wird in anderen Quellen auch 1921 aufgeführt.
Abdullah besuchte bis 1939 eine Schule in Mekka. Danach war er Stellvertreter seines Vaters als Gouverneur der zuvor eroberten und 1932 in Saudi-Arabien eingegliederten Provinz Hejaz. Von 1951 bis 1959 war er Innenminister und von 1951 bis 1954 zusätzlich Gesundheitsminister Saudi-Arabiens. Damit war er der erste Prinz der zweiten Generation, der ein hohes Regierungsamt innehatte. Abdullah wurde 1959 vom damaligen König Saud als Konsequenz der wachsenden Rivalität zwischen Saud und Abdullahs Vater Faisal aus dem Amt genommen. Dies geschah nur fünf Jahre vor König Sauds erzwungenen Abdankung zugunsten König Faisals. Nach seiner Amtszeit als Innenminister war Abdullah als Geschäftsmann tätig und konzentrierte sich bis zu seinem Tod auf diese Tätigkeit. Er galt zu Lebzeiten als einer der wohlhabendsten Geschäftsmänner Saudi-Arabiens. Abdullah war außerdem zwischenzeitlich Präsident des Fußballvereins Al-Ahli.
Abdullah hat 5 Vollschwestern. Zu seinen einflussreichen Halbbrüdern gehören der verstorbene Außenminister Saud bin Faisal, der derzeitige Gouverneur der Provinz Mekka, Khalid bin Faisal, sowie der Ex-Chef des Saudischen Geheimdiensts, Turki bin Faisal.

## Familie
Abdullah war viermal verheiratet und hat aus drei Ehen insgesamt neun Söhne und eine Tochter. Auch viele seiner Kinder und Enkel sind als Geschäftsmänner tätig.
Aus einer getrennten Ehe mit seiner Cousine 1. und 2. Grades, al-Jawhara bint Khalid bin Mohammed bin Abdul Rahman Al Saud, stammt unter anderem Khalid (1941–1985). Khalid war mit al-Jawhara, einer Tochter König Khalids, verheiratet. Dessen Sohn Mohammed (* 1967) ist Vorsitzender von Saudi Telecom.
Zu Abdullahs Söhnen gehören ebenfalls Mohammed (* 1943) und Saud (1946–2020). Mohammed war unter anderem mit Nuf, einer anderen Tochter König Khalids, verheiratet. Die gemeinsame Tochter Nura ist Juwelendesignerin. Sauds Söhne Faisal und Khalid sind wie auch Saud Geschäftsmänner. Faisal arbeitet als Präsident und Vorsitzender und Khalid als Geschäftsführer einer ehemals vom Vater und Großvater gegründeten und geführten Holdinggesellschaft. Sauds Sohn Khalid bin Saud Al Saud wurde im Dezember 2023 außerdem zum Vizegouverneur der Provinz Tabuk ernannt.

## Sonstiges
Statt dem üblichen Familiennamen „Al Saud“ werden patrilineare Nachkommen von König Faisal einschließlich Abdullah stattdessen teilweise auch mit dem Nachnamen „Al Faisal“ aufgeführt, der auf deren Abstammung von König Faisal zurückzuführen ist.